# Том Веллінг
Томас Джон Патрік «Том» Веллінг (англ. Thomas John Patrick Welling; нар. 26 квітня 1977, Нью-Йорк, США) — американський актор, режисер, продюсер, модель, найбільш відомий за роль Кларка Кента в телесеріалі Таємниці Смолвіля.
Високий шкільний спортсмен, Веллінг спочатку працював на будівництві і в 1998 році він успішно виступив моделлю чоловічого одягу для декількох популярних марок. У 2000 році він здійснив успішний перехід до телебачення. Був номінований і отримав кілька нагород за роль Кларка Кента. У нього також була другорядна роль в х/ф Справедлива Емі. Він також брав участь у зйомках як виконавчий продюсер і режисер. Фільмографія: фільми Гуртом дешевше, Гуртом дешевше 2 і рімейк 2005 року Туман.

## Дитинство
Веллінг народився в штаті Нью-Йорк 26 квітня 1977 року. Його родина часто переїжджала, роблячи зупинки в штатах Вісконсин, Делавер і Мічиган. Веллінг відвідував Середню школу Окемос (штат Мічиган), де почав грати в п'єсах, але потім переключився на спорт. Веллінг грав у бейсбол і футбол, але його улюбленим видом спорту залишався баскетбол. Веллінг є одним з чотирьох дітей у сім'ї. Його брат, Марк Веллінг, також актор.

## Фільмографія

### Актор
| Рік       |    | Українська назва    | Оригінальна назва           | Роль                         |
| --------- | -- | ------------------- | --------------------------- | ---------------------------- |
| 2000      | кф |                     | Angela Via: Picture Perfect |                              |
| 2001      | с  | Справедлива Емі     | Judging Amy                 | Роб Мельцер                  |
| 2001      | с  | Мисливці за нечистю | Special Unit 2              | жертва                       |
| 2001      | с  | Невизначився        | Undeclared                  | Том                          |
| 2001—2011 | с  | Таємниці Смолвіля   | Smallville                  | Кларк Кент / Супермен        |
| 2003      | ф  | Гуртом дешевше      | Cheaper by the Dozen        | Чарлі Бейкер                 |
| 2005      | ф  | Туман               | The Fog                     | Нік Касл                     |
| 2005      | ф  | Гуртом дешевше 2    | Cheaper by the Dozen 2      | Чарлі Бейкер                 |
| 2013      | ф  | Паркленд            | Parkland                    | Рой Келлерман                |
| 2014      | ф  | День драфту         | Draft Day                   | Браян Дрю                    |
| 2016      | ф  | Вибір               | The Choice                  | Доктор Раян Маккарті         |
| 2017—2018 | с  | Люцифер             | Lucifer                     | лейтенант Маркус Пірс / Каїн |
| 2019      | с  | Бетвумен            | Batwoman                    | Кларк Кент / Супермен        |
| 2020      | с  |                     | Professionals               | Вінсент Корбо                |
| 2022      | с  | Вінчестери          | The Winchesters             | Семюел Кемпбелл              |

### Режисер, продюсер
| Рік       |   | Українська назва  | Оригінальна назва | Роль                         |
| --------- | - | ----------------- | ----------------- | ---------------------------- |
| 2006—2011 | с | Таємниці Смолвіля | Smallville        | виконавчий продюсер, режисер |
| 2010—2011 | с | Пекельні кішки    | Hellcats          | виконавчий продюсер          |
| 2020      | с |                   | Professional      | виконавчий продюсер          |